# Брукс, Филлис
Филлис Брукс (англ. Phyllis Brooks, урождённая Филлис Силер (англ. Phyllis Seiler), 18 июля 1915 — 1 августа 1995) — американская актриса.
Свою карьеру начала в качестве фотомодели, а в 1934 году в девятнадцатилетнем возрасте дебютировала в кино. За годы кинокарьеры, продолжавшейся до середины 1940-х, актриса появилась в трёх десятках кинокартин, среди которых «В старом Чикаго» (1937), «Ребекка с фермы Саннибрук» (1938), «Маленькая мисс Бродвей» (1938), «Жестокий Шанхай» (1941) и «Серебряные шпоры» (1943). С началом Второй мировой войны, Брукс, наряду с Уной Меркел и Гари Купером, стала одной из первых голливудских звёзд, отправившихся на тихоокеанский фронт с развлекательными программа для вооруженных сил США.
В конце 1930-х актриса встречалась с Кэри Грантом, и в прессе ходили слухи о их возможном замужестве. Она также была дружна с Говардом Хьюзом, вместе с которым в течение некоторого времени появлалась на светских мероприятиях. В 1945 году она вышла замуж за конгрессмена от штата Массачусетс Торберта Макдональда, от которого родила четверых детей. Сразу после замужества актриса завершила свою карьеру в кино, сосредоточившись на воспитании детей. В 1952 году, после семи лет затишья, Брукс появилась на телевидении в сериале «Саспенс», где исполнила свою последнюю роль. Актриса умерла в 1995 году в небольшом городе Кейп-Неддик в штате Мэн в возрасте 80 лет.